# Sphodromantis rubrostigma
Sphodromantis rubrostigma es una especie de mantis de la familia Mantidae.

## Distribución geográfica
Se encuentra en Kenia y Tanzania.